# Verrines-en-Rom
Verrines-en-Rom, également Verrines et Verine est une ancienne commune française du département des Deux-Sèvres. Aujourd'hui simple lieu-dit, la commune de Verrines-en-Rom a été supprimée en 1831, et son territoire a été partagé entre Rom et Sainte-Soline.